# Lithophyllum irregulare
Lithophyllum  irregulare (Foslie) Huvé ex-Steentoft  é o nome botânico  de uma espécie de algas vermelhas pluricelulares do gênero Lithophyllum, família Corallinaceae.
- São algas marinhas encontradas em São Tomé e Príncipe e ilhas Canárias.

## Sinonímia
- Lithophyllum irregularis (Foslie) Huvé ex-Steentoft (var. ort.)